# 劉家豪 (棒球運動員)
劉家豪（1984年5月28日—），為台灣的棒球選手之一，曾效力中華職棒Lamigo桃猿，守備位置為捕手，9年職棒球員生涯只擊出過兩支全壘打。曾擔任樂天桃猿投捕教練、富邦悍將投捕教練。

## 經歷
- 台北縣光華國小少棒隊
- 台北縣丹鳳國中青少棒隊
- 桃園縣桃園農工青棒隊
- 台北縣丹鳳國中青少棒隊教練
- 中華職棒La New熊隊練習生
- 中華職棒La New熊隊（2006年－2011年1月5日）
- 桃園縣桃農OB聯隊（2009年1月4日）
- 中華職棒Lamigo桃猿（2011年1月6日－2014年12月）
- 中華職棒Lamigo桃猿兼任牛棚教練（2014年）
- 中華職棒Lamigo桃猿一軍投捕教練（2015年－2019年12月16日）
- 中華職棒樂天桃猿一軍投捕教練（2020年－2021年）
- 中華職棒富邦悍將一軍捕手教練（2022年-2024年6月）
- 中華職棒富邦悍將二軍捕手教練（2024年7月-2024年12月）
- 中華職棒味全龍一軍捕手教練（2025年-）

## 職棒生涯記錄
| 年度   | 球隊       | 出賽 | 打數 | 安打 | 全壘打 | 打點 | 盜壘 | 四死 | 三振 | 壘打數 | 雙殺打 | 打擊率 |
| ------ | ---------- | ---- | ---- | ---- | ------ | ---- | ---- | ---- | ---- | ------ | ------ | ------ |
| 2006年 | La New熊   | 10   | 17   | 3    | 0      | 1    | 0    | 1    | 3    | 4      | 1      | 0.176  |
| 2007年 | La New熊   | 17   | 29   | 6    | 0      | 2    | 0    | 2    | 8    | 8      | 0      | 0.207  |
| 2008年 | La New熊   | 24   | 58   | 14   | 0      | 2    | 0    | 4    | 9    | 16     | 2      | 0.241  |
| 2009年 | La New熊   | 62   | 118  | 25   | 1      | 11   | 0    | 8    | 25   | 35     | 4      | 0.212  |
| 2010年 | La New熊   | 16   | 34   | 10   | 0      | 4    | 0    | 3    | 7    | 12     | 1      | 0.294  |
| 2011年 | Lamigo桃猿 | 4    | 7    | 1    | 0      | 0    | 0    | 0    | 2    | 1      | 0      | 0.143  |
| 2012年 | Lamigo桃猿 | 46   | 87   | 18   | 1      | 8    | 0    | 6    | 20   | 26     | 3      | 0.207  |
| 2013年 | Lamigo桃猿 | 44   | 56   | 11   | 0      | 3    | 0    | 2    | 16   | 12     | 2      | 0.196  |
| 2014年 | Lamigo桃猿 | 2    | 2    | 0    | 0      | 0    | 0    | 0    | 0    | 0      | 0      | 0.000  |
| 合計   | 9年        | 225  | 408  | 88   | 2      | 31   | 0    | 26   | 90   | 114    | 13     | 0.216  |

## 特殊事蹟
- 2009年球季首戰La New熊邀請藝人瑤瑤擔任開球嘉賓，擔任開球嘉賓捕手的劉家豪開球完後不忘與瑤瑤握手示意，結果在對戰兄弟象的比賽從麥特手中敲出滿貫全壘打，被隊友虧是與瑤瑤握手過後而手氣變好。
- 2022年4月15日富邦悍將對上中信兄弟比賽中，因不滿兄弟在3局下半大幅領先8分下仍然發動盜壘戰術，在江坤宇第二次觸身球後，上場詢問領先8分了為什麼還要跑戰術？賽後中信兄弟總教練林威助接受訪問時直言:他好像很狂嘛，一出來很狂，我不知道台灣棒球原來是這樣，問我好像不能跑，但通常潛規則是在後面，不知道他怎麼了，他就跑出來，一個人在那邊狂，不知道在狂什麼，我覺得棒球應該不是這樣子，5局以內要做什麼戰術，多得一分是一分。

## 外部連結
- 劉家豪在台灣棒球維基館上的頁面（繁體中文）
- 劉家豪在中華職棒官網 （中文）和Baseball-Reference （英文）上的頁面